# Leptogenys fallax
Leptogenys fallax é uma espécie de formiga do gênero Leptogenys, pertencente à subfamília Ponerinae.